# 井澤明子
井澤 明子（いざわ めいこ、1969年12月4日 - ）は、日本の元女優。本名同じ。
東京都出身。玉川大学卒業。太田プロに所属していた。

## 学歴・人物
劇団ひまわりに所属し、子役として1981年のテレビドラマ『われら動物家族』（TBS）のレギュラー出演をはじめ、時代劇などに出演した。
特技は日舞、三味線。
2011年から映像コンテンツ権利処理機構に連絡のとれない権利者として掲載されている。

## 出演作品

### テレビドラマ
- 破れ奉行 第19話「怨花 夜霧のお竜」（1977年8月9日、ANB / 中村プロ） - おちよ
- ポーラテレビ小説 / こおろぎ橋（1978年 - 1979年、TBS）
- 破れ新九郎 第4話「ここは地獄の一丁目」（1978年、テレビ朝日） - 美代
- 大江戸捜査網 第415話「鉄火女 涙の情け肌」（1979年、東京12チャンネル）
- 桃太郎侍 第192話「みなし子峠」（1980年、日本テレビ）
- 服部半蔵 影の軍団 第18話「瞳の中の殺人者」（1980年、関西テレビ） - お光
- ご近所の星（1980年、フジテレビ） - 大港洋子
- 東芝 日曜劇場 第1234回「ひろしの歌がきこえる」 （1980年、TBS）
- 暴れん坊将軍シリーズ （テレビ朝日）
  - 吉宗評判記 暴れん坊将軍
    - 第140話「天下御免のあばれ槍」（1980年） - 奈美

  - 暴れん坊将軍II
    - 第78話「少女監禁! 天使たちの反乱」（1984年） - おさと
    - 第143話「悲願! お小夜アイヤぶし」（1986年） - お小夜

  - 暴れん坊将軍III
    - 第61話「淡雪に祈りの恋奉公!」（1989年） - お糸
    - 第90話「花嫁の父は殺人者!?」（1989年）
- 柳生あばれ旅 第17話「母が恋しい蛇神祭 -池鯉鮒-」（1981年、テレビ朝日） - お栄
- 時代劇スペシャル / 御金蔵破り（1981年、フジテレビ） - お千代
- 銀河テレビ小説 / まわりみち（1981年、NHK） - 綾子
- 鬼平犯科帳 (萬屋錦之介) 第2シリーズ 第23話「金太郎そば」（1981年） - お竹(子供時代)
- われら動物家族（1981年 - 1982年、TBS） - 藤堂真理子
- こども傑作シリーズ / UFOに乗ってきた女の子（1982年、テレビ朝日） - ミミ
- 源九郎旅日記 葵の暴れん坊 第9話「ちゃんが命のざんげ金」（1982年、テレビ朝日） - お君
- 必殺仕事人III 第18話「月の船を待っていたのは秀」（1983年、朝日放送） - お照
- 朝の連続テレビ小説 / おしん（1983年、NHK） - たま
- 月曜ワイド劇場 / 暴力少年 愛する息子よ、死んでくれ!（1983年、テレビ朝日）
- 胸キュン探偵団（1983年、TBS）
- 父からの贈りもの（1985年、NHK）
- サギ娘（1985年、フジテレビ）
- 特捜最前線 第484話「鉢植えの墓標・風俗ギャル殺人事件!」（1986年、テレビ朝日） - 犬養京子
- 水戸黄門 第17部 第7話「お嬢様は女盗賊 -津-」（1987年、TBS） - おきよ
- 月曜・女のサスペンス「第九の流れる家」（1991年、テレビ東京）

### 映画
- お嫁にゆきます（1978年、東宝）